# Charles C. Sims
Pour les articles homonymes, voir Sims.
Charles Coffin Sims (14 avril 1937 - 23 octobre 2017 ,) est un mathématicien américain surtout connu pour ses travaux sur la Théorie des groupes. Avec Donald G. Higman, il découvre le groupe Higman-Sims, l'un des groupes sporadiques. Le logiciel de groupe de permutation développé par Sims conduit également à la preuve de l'existence du groupe Lyons (également connu sous le nom de groupe Lyons-Sims) et du groupe O'Nan (également connu sous le nom de groupe O'Nan-Sims).

## Biographie
Sims est né et grandit à Elkhart, Indiana, et obtient son BS de l'Université du Michigan. Il fait ses études supérieures à l'Université Harvard, où il est l'élève de John Griggs Thompson et obtient son doctorat en 1963. Dans sa thèse, il énumère les p -groupes, donnant des bornes supérieures et inférieures asymptotiques précises. Sims est l'un des fondateurs de la théorie computationnelle des groupes et est l'éponyme de l'algorithme de Schreier-Sims. Il est membre du corps professoral du Département de mathématiques de l'Université Rutgers de 1965 à 2007. Au cours de cette période, il est notamment directeur du département (1982-1984) et vice-recteur à la planification informatique (1984-1987). Sims prend sa retraite de Rutgers en 2007 et part à St. Petersburg, en Floride.
En 2012, il devient membre de l'American Mathematical Society.